# Palazzo Maravegia

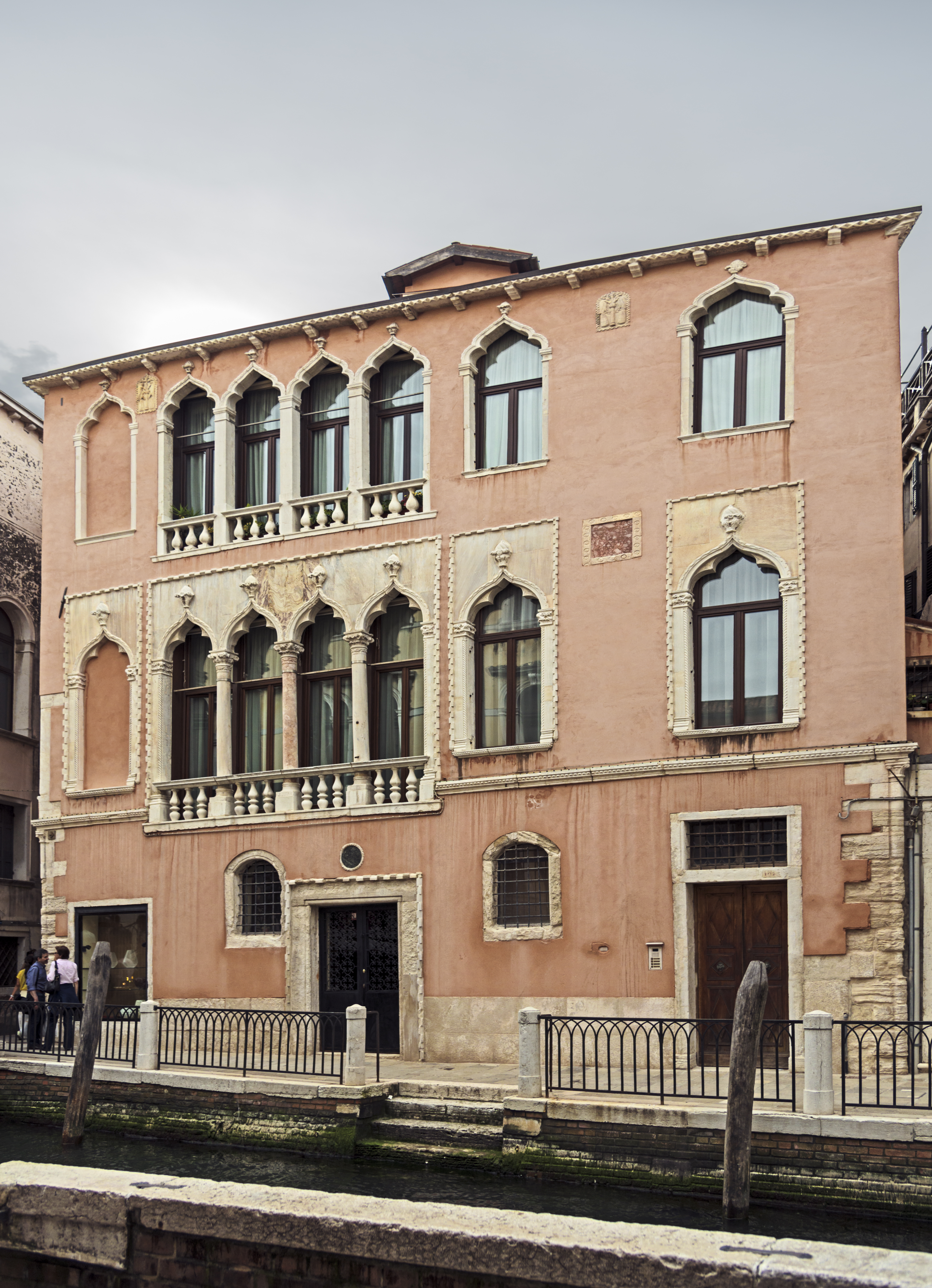
Palazzo Maravegia: Fassade zum Rio di San Trovaso

Palazzo Maravegia ist ein Palast in Venedig in der italienischen Region Venetien. Er liegt im Sestiere Dorsoduro mit Blick auf den Rio di San Trovaso in der Nähe des Ponte de le Maravegie, auf halbem Wege zwischen dem Ca’ Bembo und den Palazzi Contarini degli Scrigni e Corfù.

## Geschichte
Der Palast war Sitz der Familie Maravegia und ist mit der Geschichte von Alessandra Maravegia, einer adligen Dame, die, als sie von den Türken eingesperrt worden war, sich entschied, für die Serenissima zu sterben.

## Beschreibung

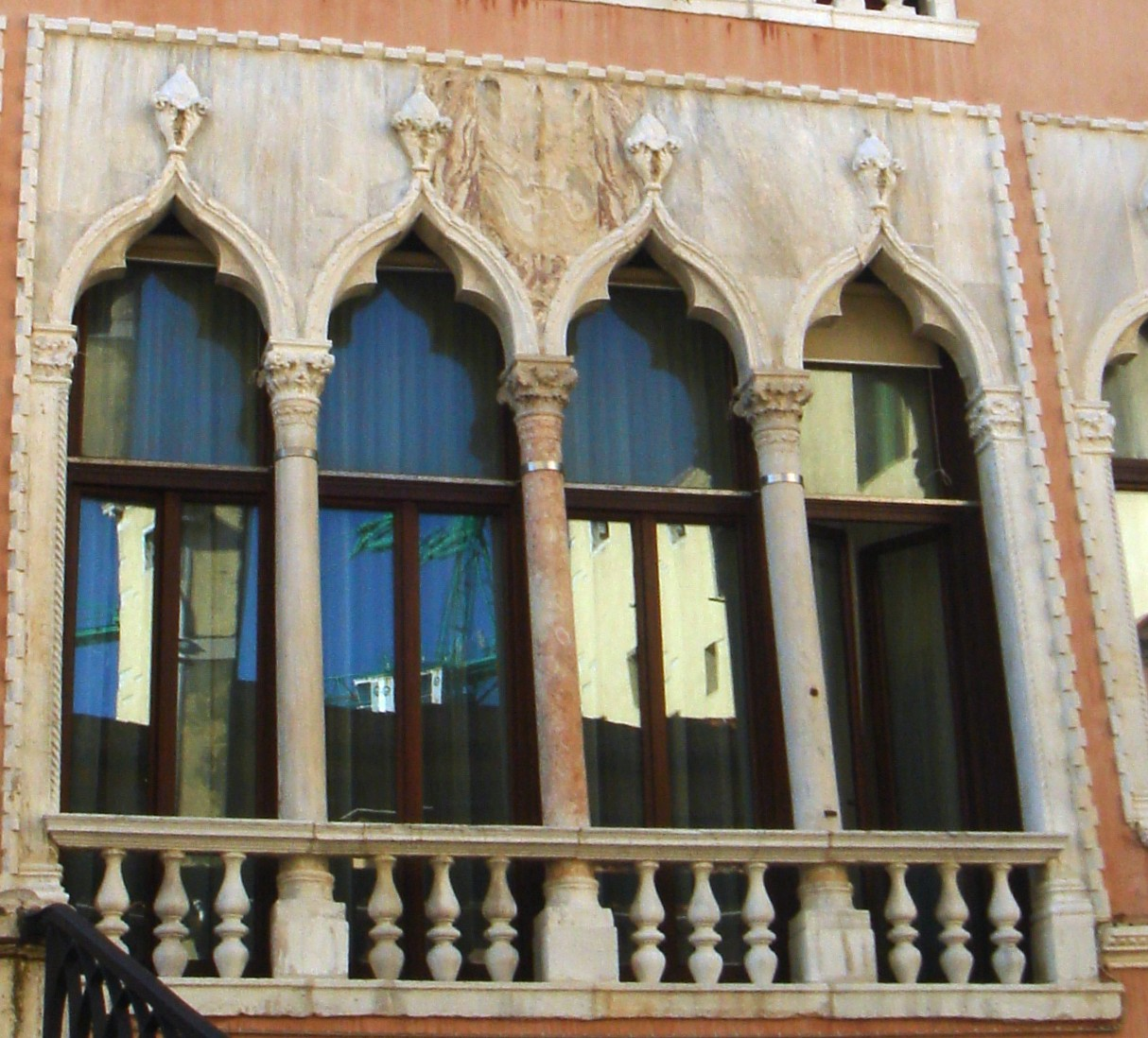
Das Vierfachfenster im ersten Hauptgeschoss

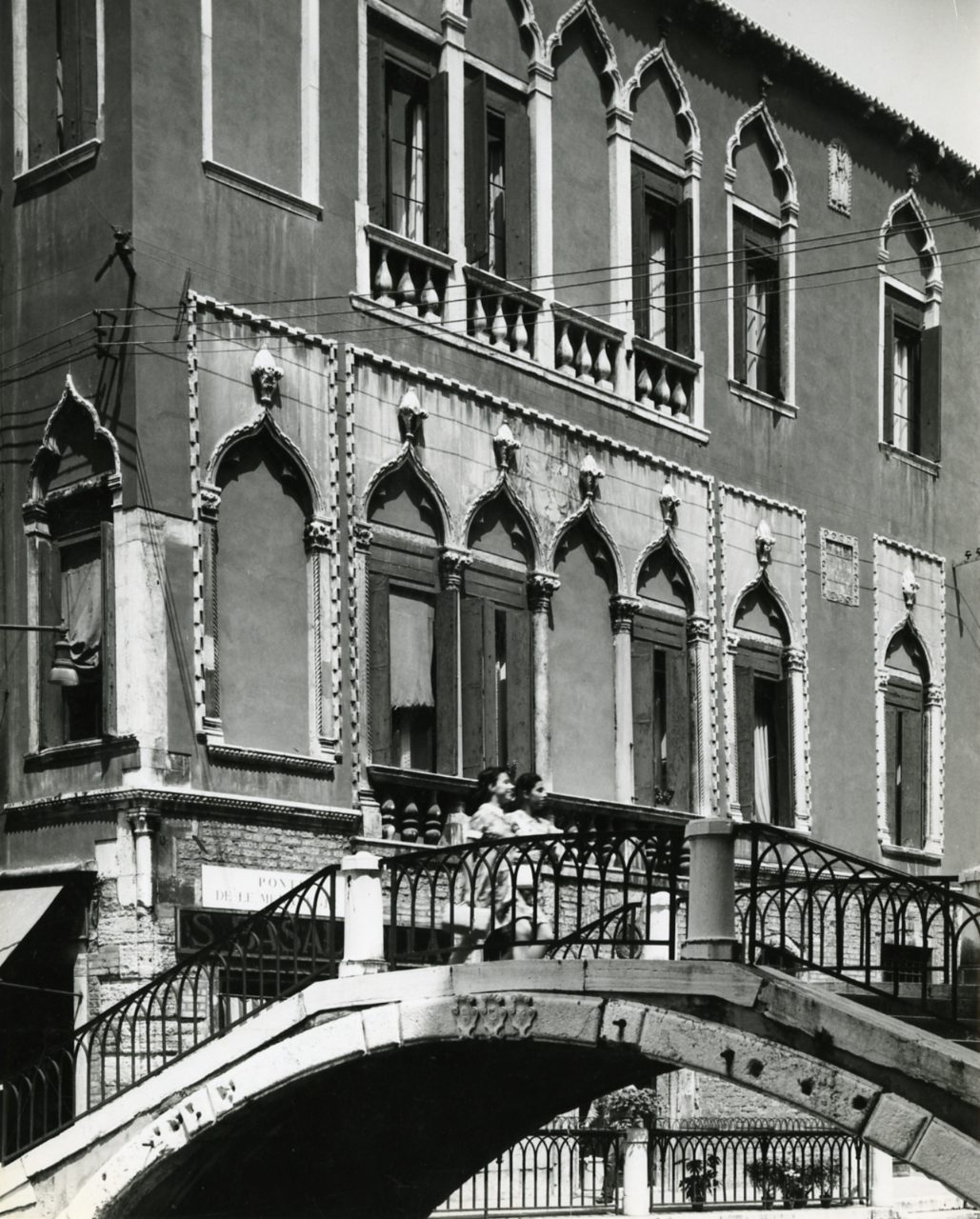
Der Ponte de le Maravegie und die Fassade des Palastes. Foto von Paolo Monti, 1969.

Der Palast ist von bescheidener Größe und ist durch seine gotischen Linien des 15. Jahrhunderts und seinen rosafarbenen Anstrich gekennzeichnet.
Im Erdgeschoss öffnet sich ein einfaches, rechteckiges Portal, flankiert von zwei einzelnen Korbbogenfenstern.
Die beiden Hauptgeschosse zeigen eine reichere Fenstereinteilung; nach links aus der Mitte verschoben liegen zwei Vierfach-Dreipassfenster übereinander. Das im ersten Obergeschoss ist in einen Marmorrahmen eingesetzt und ist von mehrfarbigen, korinthischen Säulen geteilt.
Beide Vierfachfenster sind mit Balustraden versehen und von gleichartigen Einfachfenstern flaniert, die auf der linken Seite vermauert. Auf der rechten Seite der Fassade sitzen in den Hauptgeschossen zwei einzelne Kielbogenfenster über einem rechteckigen Hauseingang im Erdgeschoss. Links neben diesen Fenstern finden sich auch Formellen mit floralen Halbreliefen.